# チャド行進連隊 (フランス軍)
チャド行進連隊（チャドこうしんれんたい、Régiment de marche du Tchad：RMaT）は、オワーズ県Noyonに駐屯する、第2機甲旅団隷下のフランス陸軍の機械化歩兵連隊である。
兵種は歩兵、伝統的区分は海兵隊である。

## 沿革
- 1900年：チャド混成大隊として編成される。
- 1910年：チャド・セネガル狙撃連隊に改編。
- 1943年：北アフリカにおいて、第2機甲師団隷下のチャド行進連隊として新編される。
- 2008年：アフガニスタンにて展開中、ウズビン渓谷の戦いで損害を受ける。

## 最新の部隊編成
- 連隊本部
- 本部管理中隊
- 第1中隊 - AMX-10P
- 第2中隊 - AMX-10P
- 第3中隊 - AMX-10P
- 第4中隊 - AMX-10P
- 対戦車中隊 - VAB
- 偵察・支援中隊（1個偵察小隊、1個対戦車小隊、1個重迫撃砲小隊含む）
- 管理支援中隊（武器・車両・通信の整備など）
- 予備訓練隊

### 定員
- 連隊の人員構成としては、約1,200名からなる。
- AMX-10Pを69両、車両約180台を装備する。

## 主要装備

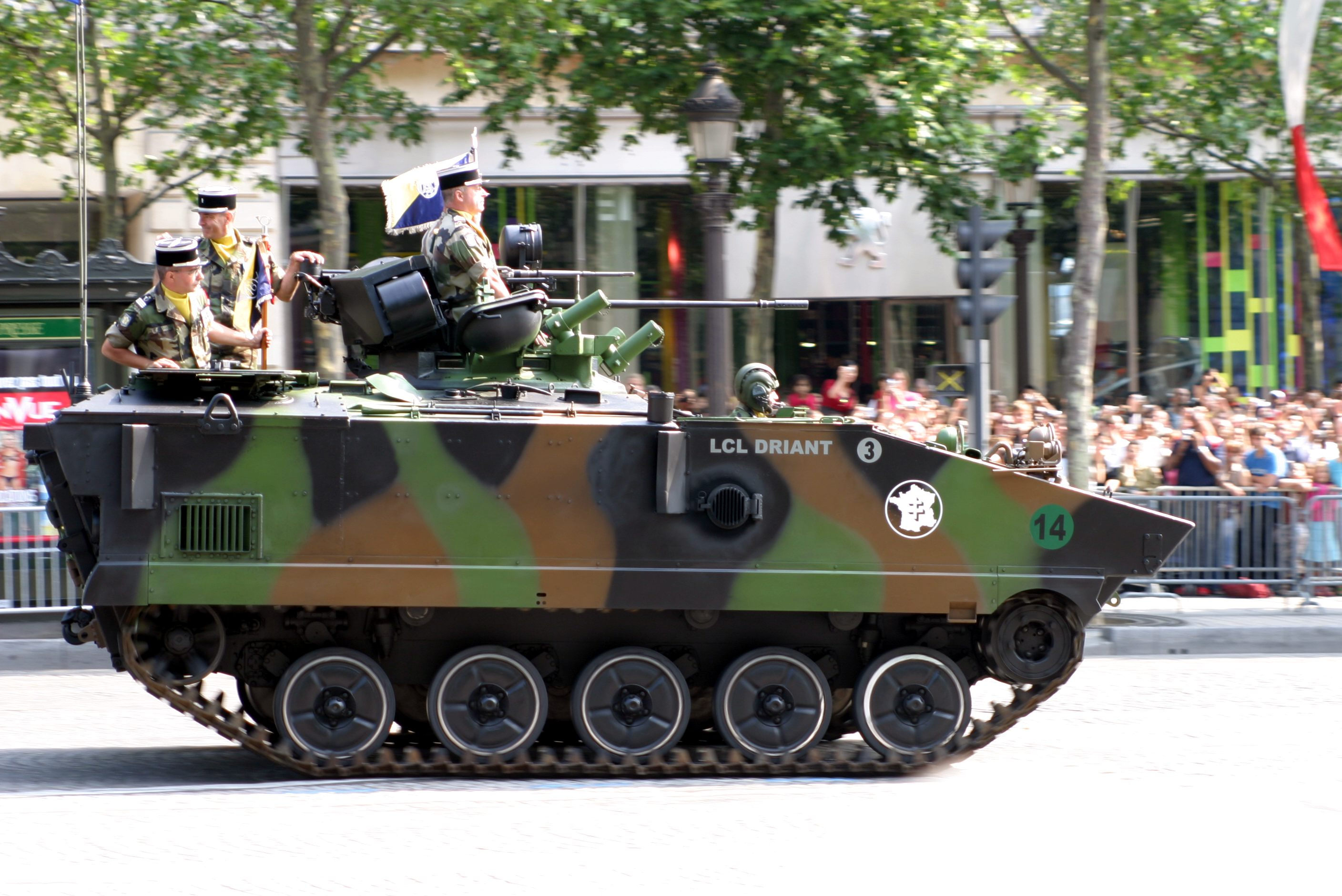
観閲行進中のAMX-10

- GIAT BM92-G1
- FA-MAS
- FR-F2
- AAT-F1
- AA-52
- 12.7mm重機関銃
- RTF1 120mm迫撃砲
- 81mm迫撃砲
- ERYX
- ミラン
- HOT
- AMX-10P
- VAB
- VAL
- P4